# برجونة
البُرْجُوْنة أو الخوذة البرجونيّة (تسمى أحياناً الصَلْتِيّة البرغنديّة) هي خوذة معركة من عصر النهضة والحقبة الحديثة المبكرة. كانت خليفة للصَلتيّة.

## روابط خارجية
- Spotlight: The Burgonet (myArmoury.com article)
- Burgonet for an officer, Nuremberg, circa 1570.